# 点滅
| ウィキペディアには「点滅」という見出しの百科事典記事はありません（タイトルに「点滅」を含むページの一覧/「点滅」で始まるページの一覧）。 代わりにウィクショナリーのページ「点滅」が役に立つかもしれません。 |